# V8
 Тази статия е за софтуера.  За модела леки автомобили вижте Ауди V8.  
Chrome V8 или V8 е JavaScript базиран енджин с отворен код, разработен от проекта Chromium за уеб браузъра Google Chrome. Но оттогава масово се използва в различни проекти като Couchbase, MongoDB и Node.js, използвани на сървърите. Основният програмист и създател на проекта е Ларс Бак. Първата версия на енджина V8 е пусната заедно с първата версия на Chrome на 2 септември 2008 г.